# نهر الميز
نهر الميز أو الموز هو نهر أوروبي يلفظ اسمه بالهولندية وكذلك (بالألمانية: Maas) ولكن له ألفاظ أخرى (باللاتينية: Mosa) ((وبالوالونية: Moûze)) ((وبالليمبورغية: Maos)) و (بالفرنسية: Meuse)‏ وهو من أهمّ أنهار شمال غرب القارة الأوروبية، ويبدأ مساره من بوليي-أون-باسينيي الفرنسيّة وينساب شمالا مرورا عبر مرتفعات أردينز ثم ينساب صوب الشمال الشرقي عبر بلجيكا ويدخل إلى هولندا من شمالي ليغ ثم ينحرف باتجاه الشمال الغربي ثم يتجه شمالا حتى المصبّ في بحر الشمال جنوب روتردام، بإجمالي طول 925 كم ويسمى هذا النهر في كل من بلجيكا وهولندا بنهر الماس. النهر يعبر ثلاث دول هامة هي بلجيكا وهولندا وفرنسا. يجدر الذكر أنّ ثلث مسار النهر يقع داخل إقليم والونيا البلجيكي. قامت الدول الثلاث المذكورة بالإضافة إلى دوقيّة لوكسمبورغ وألمانيا بالتوقيع على اتفاقيّة تفاهم حول استعمالات النهر وتضم عدة قنوات ملاحية إلى نهر ميز على طول مساره وقرب توبل في فرنسا ويرتبط هذا النهر مع قناة مارين - راين وفي ليغ يتصل نهر ميز مع قناة ألبرت التي تتجه نحو أنتويرب وعند ماستر يخت يلتقي النهر بقناة جوليانا.